# Isaque Conserva
Isaque Victor Medeiros Conserva (ur. 11 września 1987) – brazylijski zapaśnik walczący w stylu klasycznym i judoka. Brązowy medalista mistrzostw panamerykańskich w 2021. Mistrz Brazylii w judo w 2013 roku.